# Lázárfalva
Lázárfalva (románul Lăzărești) falu Romániában Hargita megyében. Közigazgatásilag Csíkkozmáshoz tartozik.

## Fekvése
Csíkszeredától 22 km-re a Tusnád és a Hi-patak találkozásánál fekszik.

## Története
1365-ben említik először. A falut a később Gyergyószárhegyre letelepedett Lázár család alapította a 14. században. Sokáig Alcsík végfaluja volt, és nem is Csík, hanem Fehér vármegye része volt. A falu eredeti helye a Kápolnamezőn lehetett, mivel itt számos erre utaló épület maradványt találtak. 1643-ban itt tartották Csík-, Gyergyó- és Kászon-székek katonai szemléjét. 1690-ben a kurucok égették fel a falut. 1717–19-ben 
pestisjárvány pusztított. A faluban a Kúria-dombon állt egykor Petki István Csík- Gyergyó és Kászonszékek főkapitányának 17. századi kastélya, mely a 19. század közepén már romos volt. Apor Lázárnak is udvarháza volt itt. 1882 nyarán tűzvész perzselte fel a falut. 1910-ben 836 magyar lakosa volt. A trianoni békeszerződésig Csík vármegye Kászonalcsíki járásához tartozott. 1992-ben 621 lakosából 618 magyar és 3 román volt.

## Látnivalók

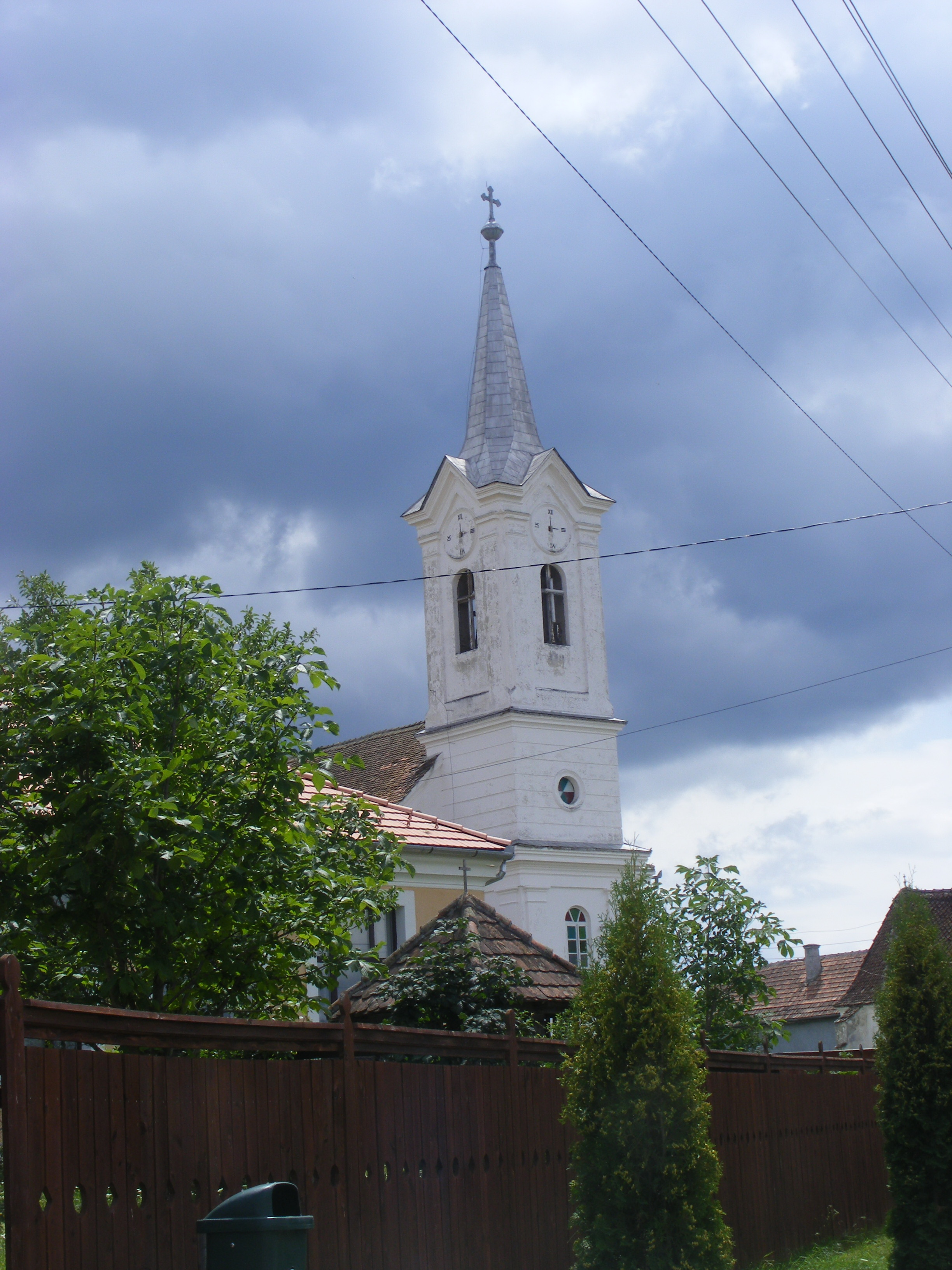
A lázárfalvi római-katolikus templom

- Római katolikus temploma 1883-ban épült neobarokk stílusban az 1882-ben leégett régi kápolna helyett.
- Görögkatolikus temploma 1742-ben épült.
- Az egykori Miklóssy-kúria ma kultúrotthon.
- A faluhoz fűződik a Szent Anna búcsúk megszervezése, a tó melletti kápolnához minden évben elzarándokolnak a környék hívei. A tó is a község területéhez tartozik.
- Belterületén 48 borvízforrás tör fel, határában is borvizes, mofetták területek vannak, melyekre kis fürdőtelepek – a Fortyogó és a Nyírfürdő - épültek.

## Testvértelepülések
- Sátorhely